# Yoo Byung-soo
Yoo Byung-soo (* 26. März 1988 in Daegu) ist ein südkoreanischer Fußballspieler.

## Karriere

### Verein
Yoo Byung-soo erlernte das Fußballspielen in der Jugendmannschaft der Doonchon Middle School, der High School Mannschaft der Eonnam High School und der Universitätsmannschaft der Hongik University. Seinen ersten Profivertrag unterschrieb er 2009 bei Incheon United. Der Verein aus Incheon spielte in der ersten Liga, der K League. Nach 67 Spielen und 37 Toren wechselte er Mitte 2011 nach Riad zu al-Hilal. Der Club aus Saudi-Arabien spielte in der höchsten Liga des Landes, der Saudi Professional League. 2012/2013 wurde er mit dem Club Vizemeister. Den Saudi Crown Prince Cup gewann er 2012 und 2013. Mitte 2013 verließ er Saudi-Arabien und ging nach Russland, wo er sich dem FK Rostow anschloss. Der Verein aus Rostow am Don spielte in der Premjer-Liga, der ersten Liga. Die Saison 2015/2016 wurde der Club Vizemeister. 2014 gewann er den russischen Fußballpokal und 2015 den Fußball-Supercup. Nach Vertragsende wurde sein Vertrag Mitte 2016 nicht verlängert. Bis Ende 2016 war er vertrags- und vereinslos. 2017 nahm ihn der Drittligist Gimpo Citizen FC aus seinem Heimatland Südkorea unter Vertrag. Bei dem Club aus Gimpo unterschrieb er einen Zweijahresvertrag. 2019 wechselte er zum Ligakonkurrenten Hwaseong FC nach Hwaseong. Mit dem Club feierte er die Meisterschaft der K3 League Advanced. 2020 ging er nach Thailand. Hier unterschrieb er einen Vertrag bei MOF Customs United FC. Der Club aus Bangkok spielte in der zweithöchsten Liga des Landes, der Thai League 2. Nach vier Zweitligaspielen für die Customs wechselte er Anfang Juli 2020 zum Ligakonkurrenten Ayutthaya United FC nach Ayutthaya. Nach 27 Zweitligaspielen und 21 Toren wechselte er zur Saison 2021/22 zum Erstligisten Chonburi FC nach Chonburi. Hier schoss er in 28 Erstligaspielen 12 Tore. Nach der erfolgreichen Saison wurde sein Vertrag Ende Mai 2022 für ein Jahr verlängert. Für die Sharks bestritt er 57 Erstligaspiele. Hier erzielte er 18 Treffer. Am Ende der Saison 2022/23 wurde sein Vertrag im Sommer 2023 nicht verlängert. Zu Beginn der Saison 2023/24 unterschrieb er im Juni 2023 einen Vertrag beim Zweitligisten Chiangmai FC. Am Ende der Saison 2023/24 belegte er mit dem Klub den vierten Tabellenplatz und qualifizierte sich somit für die Aufstiegsspiele zur ersten Liga. Hier konnte man sich jedoch nicht durchsetzen. Nach einer Spielzeit, in denen er 22 Spiele für Chiangmai bestritt, kehrte er im Sommer 2024 in seine Heimat zurück. Hier unterschrieb er einen Vertrag beim Drittligisten Hwaseong FC.

### Nationalmannschaft
Yoo Byung-soo spielte von 2009 bis 2011 viermal in der Nationalmannschaft von Südkorea. Sein Länderspieldebüt gab er am 2. Juni 2009 in einem Freundschaftsspiel gegen den Oman im Zabeel Stadium in Dubai.

## Erfolge
Hwaseong FC
- K3 League Advanced

Sieger: 2019
FK Rostow
- Premjer-Liga

2. Platz: 2015/16
- Russischer Fußballpokal

Sieger: 2013/2014
- Russischer Fußball-Supercup

2. Platz: 2014/2015
al-Hilal
- Saudi Professional League

2. Platz: 2012/2013
- Saudi Crown Prince Cup

Sieger: 2011/2012, 2012/2013

## Auszeichnungen
K League 1
- Torschützenkönig: 2010 (Incheon United/22 Tore)